# 雙魚星號
雙魚星號（英語：Star Pisces）是麗星郵輪旗下的一艘豪華遊輪，在1994年加入麗星郵輪。在2022年4月，已出售到報廢廠ALANG，並於2022年7月抵達ALANG，現已拆解和報廢。

## 服務歷史
- 1994年，正式加入麗星郵輪並投入服務。
- 在2011年已完成翻新工程。（雙魚星號嶄新的面貌並不僅局限於船身的藝術彩繪，這只是該郵輪耗資9,360萬港元全面翻新的一部份。）
- 由2011年2月20日起，總排水量40,000噸的雙魚星號，將由2011年2月20日起為旅客提供由尖沙咀海運大廈出發到南中國海的一晚郵輪體驗之旅。[1]
- 2022年4月，雙魚星號已出售到報廢廠ALANG，正等待報廢。

## 外部連結
- 官方网站